# امیرآباد نو
امیرآباد نو نام روستایی است در جنوب شهرستان بوئین‌زهرا استان قزوین است.